# En världsomsegling under havet (1916)
En världsomsegling under havet (engelska: 20,000 Leagues Under the Sea) är en amerikansk stumfilm från 1916 av regissören Stuart Paton. Filmen är baserad på Jules Vernes roman En världsomsegling under havet från 1870, men innehåller också delar av handlingen från Den hemlighetsfulla ön.

## Handling
Under amerikanska inbördeskriget undersöker en grupp amerikaner rapporter om ett havsmonster som förstör fartyg. Havsmonstret visar sig vara en ubåt, Nautilus, under befäl av kapten Nemo som söker hämnd på en engelsk äventyrare vid namn Charles Denver. Flera år innan i Indien var Nemo en prins och Denver orsakade hans frus självmord och hans dotters försvinnande. När amerikanernas luftballong kraschar räddar Nemo dem och sätter dem i land på en ö som bebos av en vild flicka som är Nemos försvunna dotter. Flickan förälskar sig i löjtnant Bond men hotas av den skurkaktige Pencroft och Denvers oväntade ankomst till ön. Flickan kidnappas av Pencroft och Denver men Nemo torpederar Denvers yacht och dödar kidnapparna, han räddar sin dotter men såras allvarligt. Återförenad med sin dotter kan Nemo dö i frid och dottern återförenas med löjtnant Bond.

## Medverkande
| Allen Holubar    | – kapten Nemo, även kallad furst Daaker                       |
| Jane Gail        | – öflickan (a child of nature) / furstinnan (princess) Daaker |
| Dan Hanlon       | – professor Aronnax                                           |
| Edna Pendleton   | – Aronnax dotter                                              |
| Curtis Benton    | – Ned Land                                                    |
| Matt Moore       | – löjtnant Bond                                               |
| Howard Crampton  | – Cyrus Harding                                               |
| Wallace Clarke   | – Pencroft                                                    |
| Martin Murphy    | – Herbert Brown                                               |
| Leviticus Jones  | – Neb                                                         |
| William Welch    | – Charles Denver                                              |
| Lois Alexander   | – furst Daakers dotter som barn                               |
| Joseph W. Girard | – major Cameron                                               |

## Om filmen
Filmen spelades in under en tvåårsperiod och kostade nästan 500 000 dollar. Samtida källor är oense om huruvida Williamson Submarine Film Corporation samproducerade filmen eller om de anställdes av Universal för att filma undervattensscenerna. Dessa spelades in på Bahamas och interiörscenerna filmades vid Universal Eastern Studios i Leonia, New Jersey och i Universal City, Kalifornien.